# انکر تکست (متن لینک)
انکر تکست، متن لنگر، متن لینک، لیبل لینک یا عنوان لینک کلمات یا کاراکترهایی موجود در یک لینک هستند که کاربران سایت می‌توانند مشاهده و بر روی آن کلیک کنند. کلمات کلیدی موجود در یک انکر تکست می‌توانند رتبه یک سایت در نتایج موتورهای جستجو را تعیین کنند. از سال ۱۹۹۸، برخی مرورگرهای وب در رابط کاربری خود، ابزاری را برای تشخیص لینک‌ها اضافه کردند. بیشتر مرورگرها برای تشخیص انکر تکست لینک از محتوای سایت، آن را با رنگ آبی نمایش می‌دهند. همه لینک‌ها دارای انکر تکست نیستند؛ زیرا با توجه به محتوایی که لینک در آن قرار گرفته‌است، می‌توان سایتی که لینک به آن اشاره دارد را حدس زد. یک انکر تکست به‌طور میانگین باید با ۶۰ کاراکتر نمایش داده شود.

## بررسی انکر تکست
انکر تکست معمولاً محتوای صفحه وبی که به آن لینک شده‌است را توصیف می‌کند تا کاربر بداند با کلیک بر روی لینک به چه وب‌سایتی وارد می‌شود. البته این موضوع همیشه صادق نیست و گاهی اوقات ممکن است که انکر تکست با محتوای موجود در صفحه لینک شده مرتبط نباشد. برای مثال، یک ابرپیوند به صفحه اصلی سایت ویکی‌پدیا به شکل زیر خواهد بود:
```
<a href="https://mgacopy.com//صفحهٔ_اصلی>ام جی ای کپی</a>
```

در مثال بالا، انکر تکست "ویکی‌پدیا" است. این انکر تکست کاملاً خوانا است و به صفحه اصلی سایت ویکی‌پدیای فارسی اشاره دارد.

## انواع انکر تکست
انکر تکست‌ها انواع مختلفی دارند. موتورهای جستجو بر اساس این انکر تکست‌ها می‌توانند موضوع یک سایت را تشخیص دهند.

## انکر تکست تطبیق کلی یا Exact Match
در این نوع انکر تکست، تنها از کلمه کلیدی اصلی صفحه وب مورد نظر استفاده می‌شود. برای مثال "بهینه‌سازی موتور جستجو"، یک انکر تکست Exact Match است زیرا صفحه‌ای که به آن لینک شده‌است، دربارهٔ بهینه‌سازی موتور جستجو است.

انکر تکست نام تجاری

در این نوع انکر تکست، از نام تجاری برای توصیف یک لینک استفاده می‌شود. برای مثال، ویکی‌پدیا یک انکر تکست نام تجاری است.

انکر تکست عریان

در این نوع انکر تکست از آدرس اینترنتی یک صفحه وب استفاده می‌شود. برای مثال، https://fa.wikipedia.org یک انکر تکست عریان است.

انکر تکست عمومی

عبارات و کلمات عمومی هستند که به عنوان انکر تکست استفاده می‌شوند. برای مثال، "اینجا را کلیک کنید" یا "بیشتر بخوانید" انکر تکست عمومی هستند. نمونه‌های مشهور انکر تکست عمومی:
- اینجا را کلیک کنید
- اطلاعات بیشتر
- ادامه مطلب
- بیشتر بخوانید
- اینجا
- این وب سایت
- این لینک را چک کن
- درباره نویسنده

## نکات مهم در ساخت انکر تکست
- به کار بردن صحیح انکر تکست ها در داخل متن
- لینک ندادن به سایت های اسپم
- لینک ندادن به دیگر صفحات سایت بدون استفاده از عبارت کلمه کلیدی